# Knut Frænkel
Pour les articles homonymes, voir Fraenkel.

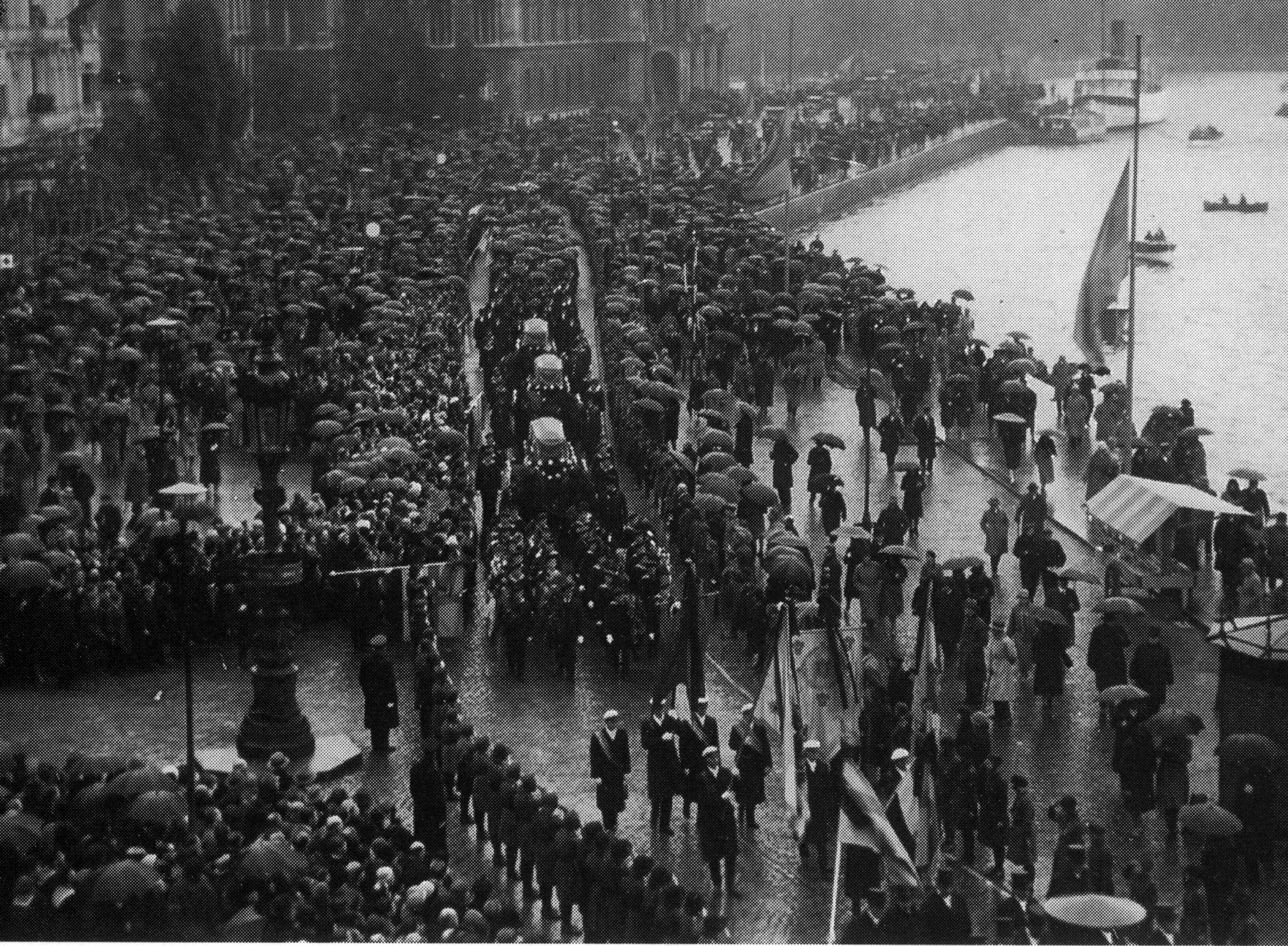
Funérailles des trois participants à l'expédition polaire. Octobre 1930 à Stockholm

Knut Hjalmar Ferdinand Frænkel, né le 14 février 1870 à Karlstad et mort en octobre 1897 sur Kvitøya dans le Svalbard, est un explorateur suédois de l'Arctique. Il est décédé au cours de l'expédition polaire de S. A. Andrée.

## Biographie
Diplômé de l'institut royal de technologie de Stockholm en 1896, il se prépare à intégrer l'armée quand il se voit offrir la possibilité de se joindre à l'expédition polaire préparée par Salomon August Andrée visant à survoler le pôle Nord en ballon à hydrogène, à la suite de la défection du météorologue Nils Gustaf Ekholm qui avait émis des critiques quant à la conception du ballon. Le troisième homme est Nils Strindberg.
Pendant l'expédition, Frænkel est chargé de la rédaction des comptes rendus des opérations réalisées par les participants. Après l'atterrissage sur la banquise, il rédige le journal météorologique et est responsable de la disposition des campements. Après une errance de plusieurs semaines, les trois hommes se retrouvent le 5 octobre 1897 sur l'île de Kvitøya où ils périssent peu après, Strindberg le premier.
Les restes de l'expédition ne furent retrouvés que trente-trois ans plus tard par une expédition norvégienne, le 6 août 1930. Toutefois, le corps de Frænkel ne fut mis au jour que début septembre de la même année par une autre expédition.

## Littérature
Le roman de Per Olof Sundman Le Voyage de l'ingénieur Andrée a pour narrateur Knut Fraenkel.